# Аладжа Імарет (Салоніки)
40°38′21″ пн. ш. 22°56′59″ сх. д. / 40.639171° пн. ш. 22.949646° сх. д.
Мече́ть Аладжа́ Імаре́т (турец. Alaca Imaret) або Мечеть Ісхак-паші — османська мечеть XV сторіччя в місті Салоніки, Греція. Назва мечеті перекладається як «багатобарвний притулок». Мечеть розташована по вулиці Кассандру міста Салоніки, на Північний Схід від Базиліки святого Димитрія.

## Історія
Відповідно до напису біля входу до приміщення мечеті, вона була заснована у лютому 1484 року за наказом Ісхак-паші, який був Великим візиром при турецькому султані Мехмеді ІІ, і пізніше при Баязиді ІІ.
Мечеть раніше функціонувала як імарет (благочинна їдальня для бідних), медресе (богословський факультет) та місце для молитов, поступово приймаючи свій теперішній вигляд.
Назву «Аладжа» мечеть отримала завдяки барвистому мінарету. («Аладжа» значить «барвистий», «багатокольоровий»). Для належного функціонування установи, її засновник, серед іншого, надав для розвитку значну суму грошей, а також половину фінансових надходжень з оподаткування містечка Галатіста (Халкідіки). До XVII сторіччя Аладжа Імарет залишалася однією з найважливіших установ міста Салоніки.